# Ojciec Izby
Ojciec Izby (ang. Father of the House) – tytuł nadawany parlamentarzyście, który ma najdłuższy nieprzerwany staż w Izbie Gmin, izbie niższej parlamentu Wielkiej Brytanii.
Ojciec Izby nie ma żadnych formalnych obowiązków z wyjątkiem wyborów Spikera Izby Gmin.
| Imię i nazwisko                     | Data wyboru do Izby Gmin | Od kiedy nosił tytuł „ojca Izby” | Do kiedy nosił tytuł „ojca Izby” |
| ----------------------------------- | ------------------------ | -------------------------------- | -------------------------------- |
| John Fagg                           | 1654                     | 1701                             | 1701                             |
| Thomas Turgis                       | 1659                     | 1701                             | 1704                             |
| Christopher Musgrave                | 1661                     | 1704                             | 1704                             |
| Thomas Strangeways                  | 1673                     | 1704                             | 1713                             |
| Sir Richard Onslow                  | 1679                     | 1713                             | 1715                             |
| Thomas Erle                         | 1679                     | 1715                             | 1718                             |
| Edward Vaughan                      | 1679                     | 1718                             | 1718                             |
| Richard Vaughan                     | 1685                     | 1718                             | 1724                             |
| William Powlett                     | 1689                     | 1724                             | 1729                             |
| Justinian Isham                     | 1694                     | 1729                             | 1730                             |
| Charles Turner                      | 1695                     | 1730                             | 1738                             |
| Roger Bradshaigh                    | 1695                     | 1738                             | 1747                             |
| Edward Ashe                         | 1695                     | 1747                             | 1747                             |
| Thomas Cartwright                   | 1701                     | 1747                             | 1748                             |
| Richard Shuttleworth                | 1705                     | 1748                             | 1749                             |
| Phillips Gybbon                     | 1707                     | 1749                             | 1762                             |
| John Rushout                        | 1713                     | 1762                             | 1768                             |
| William Aislabie                    | 1721                     | 1768                             | 1781                             |
| Charles FitzRoy-Scudamore           | 1733                     | 1781                             | 1782                             |
| Robert Nugent, 1. hrabia Nugent     | 1741                     | 1782                             | 1784                             |
| Charles Frederick                   | 1741                     | 1784                             | 1784                             |
| Welbore Ellis                       | 1741                     | 1784                             | 1790                             |
| William Drake                       | 1746                     | 1790                             | 1796                             |
| Philip Stephens                     | 1759                     | 1796                             | 1806                             |
| Clement Tudway                      | 1761                     | 1806                             | 1815                             |
| John Aubrey                         | 1768                     | 1815                             | 1826                             |
| Samuel Smith                        | 1788                     | 1826                             | 1832                             |
| George Byng                         | 1790                     | 1832                             | 1847                             |
| Charles Watkin Williams-Wynn        | 1799                     | 1847                             | 1850                             |
| George Harcourt                     | 1806                     | 1850                             | 1861                             |
| Charles Merrik Burrell              | 1806                     | 1861                             | 1862                             |
| Henry Lowther                       | 1812                     | 1862                             | 1867                             |
| Thomas Williams                     | 1820                     | 1867                             | 1868                             |
| Henry Lowry-Corry                   | 1825                     | 1868                             | 1873                             |
| George Cecil Weld Weld-Forester     | 1828                     | 1873                             | 1874                             |
| Christopher Talbot                  | 1830                     | 1874                             | 1890                             |
| Charles Pelham Villiers             | 1835                     | 1890                             | 1898                             |
| John Mowbray                        | 1868                     | 1898                             | 1899                             |
| William Wither Beach                | 1857                     | 1899                             | 1901                             |
| Michael Hicks-Beach                 | 1864                     | 1901                             | 1906                             |
| George Finch                        | 1867                     | 1906                             | 1907                             |
| Henry Campbell-Bannerman            | 1868                     | 1907                             | 1908                             |
| John Kennaway                       | 1870                     | 1908                             | 1910                             |
| Thomas Burt                         | 1874                     | 1910                             | 1918                             |
| T.P. O’Connor                       | 1880                     | 1918                             | 1929                             |
| David Lloyd George                  | 1890                     | 1929                             | 1945                             |
| Edward Turnour, 6. hrabia Winterton | 1904                     | 1945                             | 1951                             |
| Hugh O’Neill                        | 1915                     | 1951                             | 1952                             |
| David Grenfell                      | 1922                     | 1952                             | 1959                             |
| Winston Churchill                   | 1924                     | 1959                             | 1964                             |
| Rab Butler                          | 1929                     | 1964                             | 1965                             |
| Robin Turton                        | 1929                     | 1965                             | 1974                             |
| George Strauss                      | 1934                     | 1974                             | 1979                             |
| John Parker                         | 1935                     | 1979                             | 1983                             |
| James Callaghan                     | 1945                     | 1983                             | 1987                             |
| Bernard Braine                      | 1950                     | 1987                             | 1992                             |
| Edward Heath                        | 1950                     | 1992                             | 2001                             |
| Thomas Dalyell                      | 1962                     | 2001                             | 2005                             |
| Alan Williams                       | 1964                     | 2005                             | 2010                             |
| Peter Tapsell                       | 1966                     | 2010                             | 2015                             |
| Gerald Kaufman                      | 1970                     | 2015                             | 2017                             |
| Kenneth Clarke                      | 1970                     | 2017                             | 2019                             |
| Peter Bottomley                     | 1975                     | 2019                             | 2024                             |
| Edward Leigh                        | 1983                     | 2024                             | nadal                            |